# Унат, Юнус Нюзхет
Юнус Нюзхет Унат (тур. Yunus Nüzhet Unat; 4 августа 1913, Драма — 27 июля 1999) — турецкий велогонщик, выступавший на треке; политик, поэт, агроном. Участник летних Олимпийских игр 1928 года.

## Биография
Юнус Нюзхет Унат родился в 1908 году в греческом городе Драма.
Окончил сельскохозяйственную школу в Бурсе. Работал научным сотрудником и преподавателем сельского хозяйства в Коджаэли, инженером и управляющим в местном управлении сельского хозяйства.
В 1928 году вошёл в состав сборной Турции на летних Олимпийских играх в Амстердаме. В командной гонке преследования на 4000 метров сборная Турции, за которую также выступали Галип Джав, Джавит Джав и Таджеттин Озтюркмен, в 1/8 финала уступила Великобритании, догнавшей соперника на середине дистанции.
Занимался литературой, писал стихи.
Был членом Демократической партии Турции. Дважды избирался депутатом Великого национального собрания Турции 10-го и 11-го созывов (1954—1960). После государственного переворота 27 мая 1960 года был приговорён к 5 годам тюрьмы.
Умер 27 июля 1999 года.

## Семья
Отец — Ибрагим, мать — Файка.
Был женат, вырастил троих детей.